# Harald Schreiber (Politiker)
Harald Schreiber (* 27. April 1929 in Neurettendorf, Kreis Königinhof; † 16. Juli 1996 in Tábor) war ein deutscher Politiker der CDU.
Schreiber war von Beruf Lehrer. Er arbeitete als Lehrer, Dozent an Parteischulen der CDU und Redakteur der Kulturredaktion einer Tageszeitung. Von 1973 bis 1990 war er Lektor beim Union Verlag Berlin. 
Schreiber trat 1949 der CDU in der DDR bei und hatte mehrere lokale Parteiämter inne. 1990 war Schreiber Mitglied der ersten frei gewählten Volkskammer der DDR. Nach dem Ende der DDR konnte er bei der Bundestagswahl im gleichen Jahr das Direktmandat im Wahlkreis Zeitz – Hohenmölsen – Naumburg – Nebra gewinnen und war bis zu seinem vorzeitigen Ausscheiden am 30. Juni 1993 Mitglied des Deutschen Bundestages. Im Bundestag war Schreiber stellvertretender Vorsitzender im Ausschuss für wirtschaftliche Zusammenarbeit. Für die Mandatsniederlegung wurden „gesundheitliche Gründe“ angeführt. Laut Presseberichten sei Schreiber zuvor als ehemaliger „Inoffizieller Mitarbeiter“ (IM) des Ministeriums für Staatssicherheit (MfS) identifiziert worden.
Sein Nachfolger im Bundestag wurde Manfred Schell.